# Marbert Rocel
Marbert Rocel ist eine Leipziger Musikformation, die dem Genre des Elektropop zugeordnet wird.

## Geschichte
Die Band wurde 2004 in Erfurt gegründet. Die Mitglieder aus Erfurt und Weimar sind die Produzenten Marcel Aue (DJ Malik), Robert Krause (Panthera Krause) sowie die Sängerin Antje Seifarth (Spunk). In der Zeit  zwischen 2009 und 2015 war Martin Kohlstedt Mitglied. 2007 veröffentlichte die Band ihr erstes Album Speed Emotions bei dem  Independent-Plattenlabel Compost Records. 2009 folgte Catch A Bird, 2012 Small Hoursund                 2015 " In The Beginning". Daneben veröffentlichte Marbert Rocel EPs sowie etliche Remixe unter anderem für Lana Del Rey, Marek Hemmann und Clueso.
2010 gründeten Marbert Rocel zusammen mit Mathias Kaden und Michael Nagler die Formation Karocel. Deren erstes Album Plaited wurde 2013 auf Freude am Tanzen veröffentlicht.

## Diskografie

### Alben
- 2007: Speed Emotions
- 2009: Catch A Bird
- 2012: Small Hours
- 2013: Plaited (Karocel)
- 2015: In the Beginning